# Schijndel

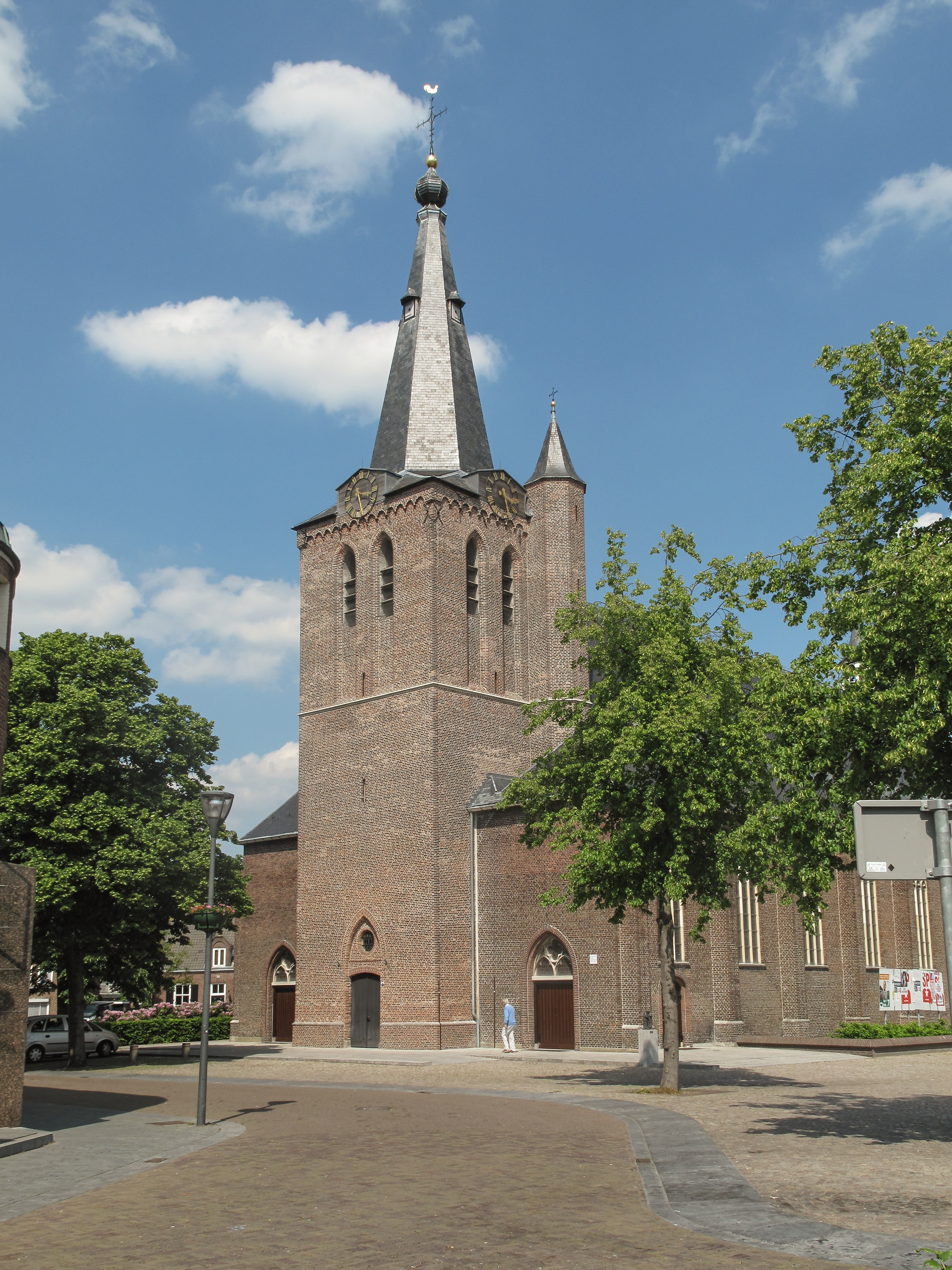
Schijndel, tour d'église (de Sint Servatiuskerk)

Schijndel est une ancienne commune et un village des Pays-Bas de la province du Brabant-Septentrional. En 2017, la municipalité a été ajoutée à la nouvelle commune de Meierijstad.

## Localités
- Schijndel
- Wijbosch